# Трой (округ Сент-Круа, Вісконсин)
Трой (англ. Troy) — місто (англ. town) в США, в окрузі Сент-Круа штату Вісконсин. Населення — 5518 осіб (2020).

## Демографія
Згідно з переписом 2010 року, у місті мешкало 4705 осіб у 1665 домогосподарствах у складі 1364 родин. Було 1819 помешкань
Расовий склад населення:
| - 96,0 % — білих - 1,6 % — азіатів - 0,4 % — чорних або афроамериканців - 0,2 % — корінних американців |

До двох чи більше рас належало 1,4 %. Частка іспаномовних становила 1,7 % від усіх жителів.
За віковим діапазоном населення розподілялося таким чином: 28,2 % — особи молодші 18 років, 62,7 % — особи у віці 18—64 років, 9,1 % — особи у віці 65 років та старші. Медіана віку мешканця становила 41,0 року. На 100 осіб жіночої статі у місті припадало 103,4 чоловіків;  на 100 жінок у віці від 18 років та старших — 102,8 чоловіків також старших 18 років.
Середній дохід на одне домашнє господарство  становив 160 322 долари США (медіана — 122 664), а середній дохід на одну сім'ю — 168 313 долари (медіана — 126 055). Медіана доходів становила 84 510 доларів для чоловіків та 56 006 доларів для жінок. 
Цивільне працевлаштоване населення становило 2972 особи. Основні галузі зайнятості: виробництво — 21,4 %, освіта, охорона здоров'я та соціальна допомога — 19,8 %, роздрібна торгівля — 10,7 %, фінанси, страхування та нерухомість — 9,7 %.